# Jakub Mejzlík
Jakub Mejzlík (* 8. května 1981) je bývalý fotbalista a mezinárodní rozhodčí pozemního hokeje, který se zúčastnil Olympijských her v Tokiu 2020.

## Fotbal
Jedná se o bývalého mládežnického fotbalového reprezentanta (U16, U18, U20), který je odchovancem SK Slavia Praha. Za svou kariéru působil také v mužských týmech Xaverova, Pardubic a FK Baník Most.

## Pozemní hokej
Po skončení fotbalové kariéry se začal věnovat rozhodování pozemního hokeje. V současné době je uznávaným mezinárodním sudím, který patří dle světové federace FIH mezi 10 nejlepších rozhodčích na světě.
Od roku 2010 působí na mezinárodní scéně, kde měl možnost rozhodovat mj. finále Mistrovství Evropy v Belgii (2019) nebo finálové boje elitní klubové soutěže Euro Hockey League. Je pravidelným účastníkem FIH Pro League a svou zkušenost má i s prestižní Hero Hockey India League, kde působil čtyři roky po sobě.
Prozatímní vrchol jeho kariéry přišel v roce 2021, kdy se jako historicky první český rozhodčí zúčastnil olympijský her v Tokiu. Na svých prvních olympijských hrách odřídil celkem šest utkání, včetně čtvrtfinále mezi týmy Argentiny a Německa. V zápase o bronz pak vykonával funkci videorozhodčího.
V roce 2022 byl nominován na halové mistrovství světa v Belgii a následně také na mistrovství světa v Indii, které se uskutečnilo v lednu 2023. Tam se stal prvním českým rozhodčím letních kolektivních sportů, jenž rozhodoval čtvrtfinále, semifinále a finále světového šampionátu. V témže roce byl nominován světovou hokejovou federací mezi 3 nejlepší rozhodčí světa sezóny. 
Jeho matkou je Alena Mejzlíková-Kyselicová, bývalá pozemní hokejistka. Sestry Adéla Mejzlíková a Tereza Mejzlíková jsou také reprezentantkami ČR v pozemním hokeji.

## Golf
Od roku 2020 působí jako manažer a caddie české profesionální golfistky Sáry Kouskové, která patří dle zahraničních i domácích expertů k největším nadějím evropského golfu současnosti.
Společně s Kouskovou dokázali v roce 2022 ovládnout celkové hodnocení Order of Merit na Ladies European Tour Access Series, což české golfistce zajistilo plnou kartu na Ladies European Tour pro sezónu 2023.